# Рами Анис
Рами Анис (арап. رامي انيس, романизовано Rami Anis; Алепо, 18. март 1991) сиријски је пливач чија специјалност су трке делфин стилом. 
Године 2011. због рата у Сирији напушта родни град и као избеглица се прво настањује у Истанбулу, а 2015. добија азил у Белгији.

## Спортска каријера
Прво велико такмичење на ком се Анис појавио биле су Азијске игре у Дохи 2006, док је на светским првенствима дебитовао у Риму 2009. године. У Риму је Анис наступио у квалификацијама трке на 50 делфин коју је окончао тек на 129. месту у конкуренцији 198 пливача. За Сирију је наступао и на Азијским играма 2010. у Гуангџоуу, те на светском првенству у Шангају 2011. године.  
Након избијања рата у Сирији у лето 2011. Анис напушта родни Алепо и одлази у Истанбул где је од раније живео његов старији брат. Током боравка у Истанбулу Анис је тренирао у пливачкој секцији спортског друштва Галатасарај. Незадовољан условима у Турској одлучује се за одлазак у Европу, те као избеглица на маленом сплаву прелази преко Егејског мора и долази до грчког острва Самос. У наредних неколико година Анис је успео да дође до Белгије чије власти су му у децембру 2015. доделиле политички азил.
По доласку у Белгију Анис се настанио у граду Генту где је наставио са пливачким тренинзима у локалном пливачком клубу. 
Захваљујући специјалној позивници Међународног олимпијског комитета Анис је учествовао на Летњим олимпијским играма у Рију 2016. као део Избегличког олимпијског тима који се такмичио под заставом МОК-а. У Рију је Анис наступио у тркама на 100 делфин (40) и 100 слободно (56. место).
Анис је учествовао и на светским првенствима у Будимпешти 2017. (58. на 100 делфин и 40. на 200 делфин) и Квангџуу 2019. (60. на 100 делфин и 68. на 50 делфин).